# Бочка (единица объёма)
Бо́чка (мерная бочка, сороковая бочка) — русская дометрическая единица измерения объёма, равная 40 вёдрам (491,96 л) . 
1 бочка = 40 вёдер = 160 четвертей = 400 штофов = 4000 чарок = 8000 шкаликов = 800 водочных (пивных) бутылок = 640 винных бутылок.
Её применяли преимущественно в торговле с иностранцами, которым воспрещалось вести розничную торговлю вином на малые меры под угрозой конфискации напитков. Большие деревянные или металлические бочки часто называли чанами.
В России в XIX в. - единица вместимости для спирта, льняного масла, конопляного масла и т. д.
Эта единица также называлась сороковая бочка или только сороковая.

Известны также:
- Рижская бочка (винная) = 12 5/8 ведра
- Пивная бочка = 10 вёдер
- Польская бочка = 8 вёдер и около 14 чарок.
- Бочка смолы (мера веса) = 8-9 пудов
- Бочка пороха (мера веса)= 10 пудов

## Внешние ссылки
- Единицы измерения нефтяной промышленности